# Стойчо Мошанов
Стойчо Стефанов Мошанов (споменаван и като Стойчо Мушанов) е български политик от Демократическата партия, племенник на генерал Илия Каблешков и на политика адвокат Никола Мушанов. Води сепаративните преговори на България със Съюзниците през 1944 година.

## Биография
Роден е през 1892 г. в Дряново. През 1912 г. завършва право в Екс ан Прованс. Участва в Балканската война. От 1919 г. е член на Висшия партиен съвет на Демократическата партия. В периода 1920 – 1923 г. се присъединява към Военната лига и масоните.
Стойчо Мошанов е само 8 дни министър на финансите при Андрей Тошев.
През 1938 – 1939 е председател на XXIV обикновено народно събрание. По време на Втората световна война е в легалната опозиция срещу управляващите, но се дистанцира от Отечествения фронт и неговата въоръжена борба.
На 8 август 1944 година Стойчо Мошанов е изпратен от министър-председателя Иван Багрянов с дипломатическа мисия в Турция, където се среща с британския посланик Хюгесън, проучвайки възможностите за излизане на България от Втората световна война. В края на месеца се връща в България, но на 30 август отива в Кайро, където е разположено средиземноморското командване на съюзниците. Той не постига практически резултати, тъй като дни по-късно Съветският съюз обявява война на България.
След Деветосептемврийския преврат от 1944 година Мошанов е държан под наблюдение от режима като активен участник в Демократическата партия. На 26 октомври 1947 година е интерниран в Търговище. На 27 април 1954 година е осъден, заедно с друг виден демократ – Методи Янчулев, на 40 месеца затвор по скалъпено обвинение, че са подпомагали преследването на антифашисти преди Деветосептемврийския преврат. По искане на ръководството на Българската комунистическа партия, присъдата е преразгледана и на 3 декември 1955 година е увеличена на 12 години затвор.
Умира на 10 януари 1975 г. в София.

## Памет
На Стойчо Мошанов е наречена улица в квартал „Люлин“ в София (Карта).
Личният му архив се съхранява във фонд 894К в Централен държавен архив. Той се състои от 10 архивни единици от периода 1918 – 1967 г.